# Ramón París García
Ramón París García (Caracas, 21 de maig de 1969) és un Il·lustrador, dissenyador i animador autodidacte; És fill de Ramón París Aldana, poeta i guerriller del Frente Simón Bolívar, creat a principis de l'any 1962 a Veneçuela.
És dins el món del llibre infantil on ha tingut més reconeixement. Els seus àlbums han estat premiats diverses vegades: La Caimana (2019), escrit i dibuixat en col·laboració amb María Eugenia Manrique, va rebre el Premi White Ravens 2019 de la International Youth Library.
Duermevela (2017), escrit per Juan Muñoz-Tebar, va rebre el premi “Los mejores libros para niños y jóvenes" del Banco del libro(Veneçuela), 2018”; el premi IBBY de mèxic (International Board on Books for a Young Children) el mateix any 2018. Així com el premi “Favorit de l'audiència, 2017” a la Fira del Llibre Infantil de Bolonya.
Altres àlbums il·lustrats en la seva bibliografia són: Zoo Ilógico (2019) en col·laboració amb Raúl Romero; El Arbol de la vida (2018), en col·laboració amb Clarita Ruíz; Estaba la rana (2015); La Lectura Poliédrica (2015), en col·laboració amb Jesus Ballaz i Francisco Rincón; Un Perro en Casa (2012) en col·laboració amb Daniel Nesquens; Un Abuelo, sí! (2011) en col·laboració amb Nelson Ramos Castro